# Jürgen Klopp
Jürgen Norbert Klopp (født 16. juni 1967 i Stuttgart, Vesttyskland) er en tidligere tysk fodboldspiller og træner. Han har tidligere været træner for Liverpool F.C. og Borussia Dortmund, som vandt det tyske mesterskab 2010/11 og 2011/12. Han startede sin trænerkarriere i Mainz 05 som han var træner for i syv år.

## Aktive karriere
I årene 1986-1990 spillede Klopp som amatør i forskellige klubber, i 1990 skiftede han fra Rot-Weiss Frankfurt til Mainz 05, hvor han over en periode på 11 sæsoner spillede mere end 300 kampe. Han blev brugt som både angriber og forsvarsspiller.

## Trænerkarriere

### 1. FSV Mainz 05
Efter Klopp i 2001 havde stoppet sin aktive karriere i Mainz blev han udpeget som træner i klubben, som han stod i spidsen for de kommende syv sæsoner. Konstellationen var en succes, idet Mainz i 2004 for første gang i mange år rykkede op i Bundesligaen, og desuden kvalificerede sig til UEFA Cuppen i 2006. I maj 2008 valgte Klopp dog at forlade klubben og søge nye udfordringer.

### Borussia Dortmund
Fra 1. juli 2008 var Klopp træner for Borussia Dortmund. Han førte holdet til en 6. plads i Bundesligaen i 2009 og en 5. plads i 2010. I 2011 formåede Klopp at føre det tyske mesterskab til Dortmund og det var endda med et hold, som var præget af egne talenter såsom Mario Götze og Nuri Sahin. Holdet var også et særdeles ungt mandskab, idet gennemsnitsalderen lød på ca. 24 år. I sæsonen 2012-13 førte han Dortmund-mandskabet hele vejen til Champions League-finalen, hvor de dog måtte se sig slået af Bayern München. Han forlod Dortmund sommeren 2015.

### Liverpool FC
8. oktober 2015 indgik Klopp en treårig aftale om at blive Liverpool nye manager, efter at Brendan Rodgers var blevet fyret. Efter et år med at genopbygge et nyt Liverpool-hold, underskrev Klopp og hans trænerstab i 2016 seksårige forlængelser af deres aftaler, der holder dem i Liverpool indtil 2022.
Liverpool kvalificerede sig til Champions League finalen 21. maj 2018 for første gang siden 2007, men taber til Real Madrid 3-1.
Klopps LFC sluttede på fjerdepladsen i Premier League i 2017-18 sæsonen, og sikrede sig kvalifikation til Champions League for anden sæson i træk. December 2018 blev Klopp anklaget for en forseelse efter at have løbet ind på banen, under Merseyside-derbyet for at fejre Divock Origis sejrsmål i det 96. minut sammen med målmand Alisson Becker, men Klopp modtager efterfølgende prisen som månedens manager i Premier League for december.
Liverpool startede 2018-19 sæsonen med den bedste ligastart i klubbens historie og vandt deres første seks kampe, og kommer igen i 2019 i finalen i Champions League på Metropolitano Stadium i Madrid mod Tottenham Hotspur og Liverpool vinder Champions League finalen med 2-0.
I 2019/20 sæsonen vinder Klopp og LFC Premier League for første gang siden 1989/90.

## TV-karriere
Klopp har ved siden af sin trænergerning i flere omgange fungeret som ekspertkommentator for tysk tv under fodboldslutrunder, f.eks VM i 2006.

## Privatliv
Klopp er protestantisk kristen, der ofte bekender sin tro offentligt. I en række interviews og evangeliske publikationer har han henvist til Jesus Kristus som grundlaget for sit liv.